# Sadaharu Oh
Pour les articles homonymes, voir OH.
Sadaharu Oh (王 貞治, Ō Sadaharu), également connu sous le nom de Wang Chen-Chih (en chinois 王貞治, Wáng Zhénzhì), né le 20 mai 1940 à Tokyo, Japon, est un joueur chinois de baseball qui a joué dans le Championnat du Japon de baseball entre 1959 et 1980. Il détient le record mondial pour le plus grand nombre de coups de circuit en carrière avec 868, ayant dépassé le total d'Hank Aaron qui a frappé 755 circuits aux États-Unis. Il est actuellement le gérant chez les Fukuoka SoftBank Hawks.
Oh a mené la Ligue japonaise 15 fois aux coups de circuit, dont 13 fois d'affilée, et a aussi mené la ligue en points produits lors de 13 saisons différentes. Avec les Yomiuri Giants, Oh fut nommé 9 fois Meilleur joueur de la Ligue et fut élu 18 fois dans l'équipe des étoiles. Il a aussi mené la ligue 5 fois à la moyenne au bâton, dont deux triples couronnes. Il a une moyenne en carrière de 0,301, 2170 points produits et 2786 coups sûrs, troisième de l'histoire de la Ligue. Il détient également le record du nombre circuits pour une seule saison avec 55. Au Japon, les saisons ne comptent que 130 parties en moyenne, en comparaison avec 162 aux États-Unis. En calculant le nombre de coups sûrs par partie et le multipliant par 162, 2786 coups sûrs est donc équivalent à environ 3471 coups sûrs si les saisons étaient composées de 162 parties.
Oh est devenu gérant des Giants entre 1984 et 1988 où il a remporté la Ligue centrale en 1987. Il est revenu en 1995 avec les Fukuoka SoftBank Hawks, y remportant la Ligue pacifique trois fois en 1999, 2000 et 2003. Il fut également le gérant de l'équipe japonaise à la Classique mondiale de baseball en 2006. Son équipe a remporté le tournoi face à Cuba en finale.
Il fut élu au Temple de la renommée du baseball du Japon en 1994.

## Palmarès
- 5 fois champion de la moyenne au bâton
- Mené la ligue 15 fois en coups de circuit
- Mené la ligue 13 fois en points produits
- Deux triples couronnes (meilleur total de circuits, points produits et la meilleure moyenne au bâton)
- 9 fois le meilleur joueur
- Élu 18 fois dans l'équipe des étoiles